# Bo Grahn
Bo Henning Lennart Grahn (ur. 6 października 1947 w Porvoo, zm. 16 lipca 2018 w Vantaa) – fiński lekkoatleta, kulomiot.
4. zawodnik europejskich igrzysk juniorów (1966).
Podczas igrzysk olimpijskich w Monachium (1972) zajął 24. miejsce w eliminacjach, nie awansując do finału.
Srebrny medalista mistrzostw Finlandii (1972).
W latach 1972–1973 trzykrotnie reprezentował swój kraj w meczach międzypaństwowych (2 zwycięstwa indywidualne).

## Rekordy życiowe
- Pchnięcie kulą – 20,09 (1972)
- Rzut dyskiem – 53,98 (1971)